# Enrico Bandini
Enrico Bandini (Parma, 13 settembre 1807 – Parma, 27 febbraio 1888) è stato un pittore italiano.

## Biografia
Si formò all'Accademia di Belle Arti di Parma, sotto l'insegnamento di Giovanni Tebaldi. Nel 1836 vinse il premio annuale del concorso accademico con l'opera L'assassinio di Pompeo. La duchessa Maria Luigia gli commissionò la Cena di Emmaus per la chiesa dei Santi Stefano e Lorenzo di Sala Baganza. Fece un viaggio di studio a Roma, da dove inviò a Parma alcuni lavori che sono andati perduti: una copia parziale della Scuola d'Atene di Raffaello e Adamo ed Eva che piangono la morte di Abele.
Nella Pinacoteca Stuard è conservato il ritratto del cugino Tommaso Bandini, celebre scultore. Nel Museo Glauco Lombardi sono conservati il Ritratto del ministro Enrico Salati e il Ritratto di Giovanni Rossi. Nella galleria della Rocca Sanvitale di Fontanellato è conservato il Ritratto del conte Luigi Sanvitale.
Ebbe la carica di ispettore dell'Accademia di Belle Arti e fu per molti anni sindaco di Cortile San Martino.

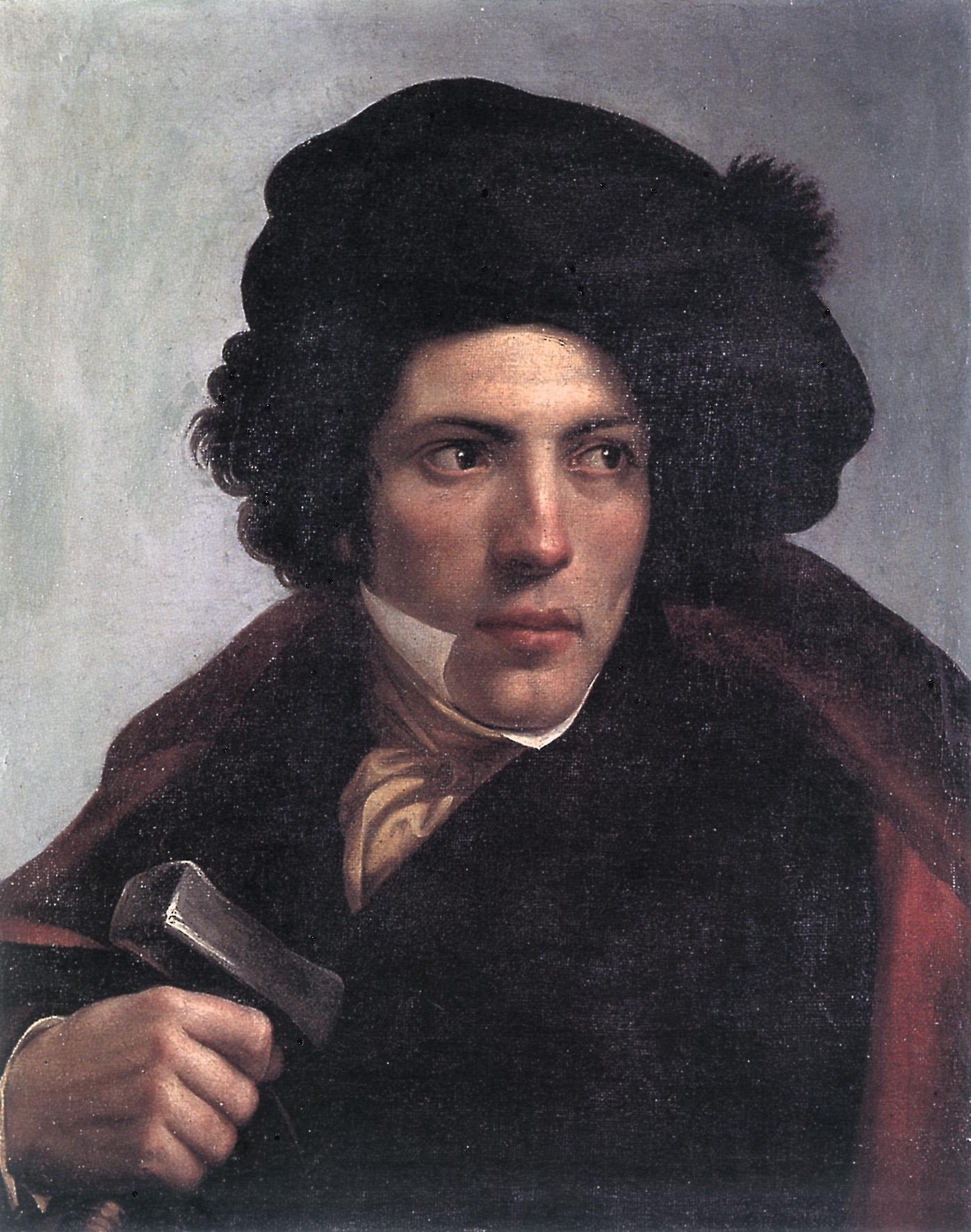
Enrico Bandini, Ritratto dello scultore Tommaso Bandini, Pinacoteca Stuard, Parma